# Mouritz Botha

a Compétitions nationales et continentales officielles uniquement.

b Matchs officiels uniquement.
Dernière mise à jour le 30 novembre 2017.
Mouritz Botha, né le 29 janvier 1982 à Vryheid en Afrique du Sud est un joueur de rugby à XV évoluant au poste de deuxième ligne. Il compte 10 sélections avec l'Angleterre.

## Biographie

### En club
Mouritz Botha a joué dans des clubs de rugby du Cap et arrive dans le Royaume-Uni en octobre 2004. Botha rejoint les Bedford Blues en provenance des Bedford Athletic en 2006. Ses performances avec Bedford attirent l'attention des sélectionneurs de l'équipe des East Midlands. Botha est retenu avec les East Midlands pour la rencontre de prestige contre les Barbarians. Il est remarqué par l'entraîneur Brendan Venter et il s'engage avec les Saracens en 2009. Il joue avec le club en coupe d'Europe, 22 matchs et deux essais, en challenge européen, quatre matchs et un essai et dans le Championnat d'Angleterre. Il est champion d'Angleterre en 2011.
En décembre 2014, il s'engage avec la franchise sud-africaine des Sharks pour disputer le Super 15. Sept mois après son arrivée, le deuxième ligne quitte cette franchise, où il joue onze matches, retrouve le championnat anglais pour évoluer avec Newcastle.
En 2017, il décide de mettre un terme à sa carrière à la suite de commotions cérébrales.

### En équipe nationale
Mouritz Botha est qualifié pour l'équipe nationale anglaise pour avoir vécu sept années en Angleterre. Il connaît sa première cape internationale le 6 août 2011, à l’occasion d’un match contre l'équipe du pays de Galles. Il est retenu dans un groupe de 44 joueurs pour la préparation de la Coupe du monde, groupe qui est réduit à 40 le 1er août avant les derniers choix pour la liste définitive de 30 joueurs.